# Joel Sánchez (lekkoatleta)
Joel Sánchez Guerrero (ur. 15 września 1966 w mieście Meksyk) – meksykański lekkoatleta (chodziarz), medalista olimpijski z 2000.
Zdobył srebrny medal w chodzie na 10 000 metrów na mistrzostwach Ameryki Środkowej i Karaibów juniorów w 1984 w San Juan, za swym rodakiem Carlosem Mercenario. Zajął 28. miejsce w chodzie na 20 kilometrów w pucharze świata w 1987 w Nowym Jorku. Nie ukończył tej konkurencji z powodu dyskwalifikacji na igrzyskach olimpijskich w 1988 w Seulu. Zajął 21. miejsce w chodzie na 20 kilometrów w pucharze świata w 1989 w L’Hospitalet de Llobregat oraz 12. miejsce na tym dystansie w pucharze świata w 1991 w San Jose.
Zdobył srebrny medal w chodzie na 20 kilometrów na igrzyskach panamerykańskich w 1991 w Hawanie, za Héctorem Moreno z Kolumbii. Nie ukończył chodu na tym dystansie na mistrzostwach świata w 1991 w Toki]. Na igrzyskach olimpijskich w 1992 w Barcelonie zajął w tej konkurencji 21. miejsce.
Zajął 13. miejsce w chodzie na 20 kilometrów w pucharze świata w 1997 w Podiebradach, a na mistrzostwach świata w tym samym roku w Atenach zajął 15. miejsce na tym dystansie.
Zwyciężył w chodzie na 50 kilometrów na igrzyskach panamerykańskich w 1999 w Winnipeg]. Zajął 28. miejsce w tej konkurencji w  pucharze świata w 1999 w Mézidon-Canon. Nie ukończył chodu na 50 kilometrów na mistrzostwach świata w 1999 w Sewilli.
Na igrzyskach olimpijskich w 2000 w Sydney zdobył brązowy medal w chodzie na 50 kilometrów, za Robertem Korzeniowskim i Aigarsem Fadejevsem. Zajął 6. miejsce w chodzie na 20 kilometrów na mistrzostwach świata w 2001 w Edmonton.
Był mistrzem Meksyku w chodzie na 20 kilometrów w 1999.
Rekordy życiowe Sáncheza:
| Konkurencja           | Data i miejsce                | Wynik   |
| --------------------- | ----------------------------- | ------- |
| chód na 20 kilometrów | 8 maja 1999, Eisenhüttenstadt | 1:19:00 |
| chód na 50 kilometrów | 29 września 2000, Sydney      | 3:44:36 |